# Elezioni amministrative in Italia del 1961
Le elezioni amministrative italiane del 1961 si tennero il 28-29 maggio per il rinnovo di 233 consigli comunali e del consiglio provinciale di Gorizia, il 4-5 giugno per 7 consigli comunali (con più di 10.000 abitanti) e il consiglio provinciale di Rovigo, il 5-6 novembre per il consiglio comunale di Novara, il 12-13 novembre per 234 consigli comunali e il consiglio provinciale di Vercelli ed il 26-27 novembre per 39 consigli comunali e il consiglio provinciale di Pesaro-Urbino. Le elezioni per il rinnovo dei 74 consigli comunali in Valle d'Aosta si tennero il 14 e 15 maggio.

## Elezioni comunali

### Valle d'Aosta

#### Aosta
Elezioni del 14 e 15 maggio
| Liste                                          | Voti   | %     | Seggi |
| ---------------------------------------------- | ------ | ----- | ----- |
| Lista Civica (PCI)                             | 7305   | 39,85 | 18    |
| Democrazia Cristiana (DC)                      | 6563   | 35,80 | 16    |
| Union Valdôtaine (UV)                          | 1366   | 7,45  | 3     |
| Partito Socialista Italiano (PSI)              | 1166   | 6,36  | 2     |
| Partito Socialista Democratico Italiano (PSDI) | 528    | 2,88  | 1     |
| Partito Liberale Italiano (PLI)                | 402    | 2,19  | -     |
| Movimento Sociale Italiano (MSI)               | 369    | 2,01  | -     |
| Locale                                         | 247    | 1,35  | -     |
| Regionalisti                                   | 210    | 1,15  | -     |
| Ind. Destra                                    | 176    | 0,96  | -     |
| Totale                                         | 18.332 |       | 40    |

### Piemonte

#### Novara
Elezioni del 5 e 6 novembre
| Liste                                          | Voti   | %     | Seggi |
| ---------------------------------------------- | ------ | ----- | ----- |
| Democrazia Cristiana (DC)                      | 20289  | 35,36 | 15    |
| Partito Socialista Italiano (PSI)              | 17628  | 30,73 | 13    |
| Partito Comunista Italiano (PCI)               | 10524  | 18,37 | 7     |
| Partito Socialista Democratico Italiano (PSDI) | 3654   | 6,37  | 2     |
| Partito Liberale Italiano (PLI)                | 3258   | 5,68  | 2     |
| Movimento Sociale Italiano (MSI)               | 2020   | 3,52  | 1     |
| Totale                                         | 57.373 |       | 40    |

#### Vercelli
Elezioni del 12 e 13 novembre
| Liste                                                   | Voti   | %    | Seggi |
| ------------------------------------------------------- | ------ | ---- | ----- |
| Democrazia Cristiana (DC)                               | 11.019 | 33,7 | 14    |
| Partito Comunista Italiano (PCI)                        | 9717   | 29,7 | 13    |
| Partito Socialista Italiano (PSI)                       | 4181   | 12,7 | 5     |
| Partito Socialista Democratico Italiano (PSDI)          | 2225   | 6,8  | 3     |
| Partito Democratico Italiano di Unità Monarchica PDIUM) | 1964   | 6,0  | 2     |
| Partito Liberale Italiano (PLI)                         | 1802   | 5,5  | 2     |
| Movimento Sociale Italiano (MSI)                        | 1112   | 3,4  | 1     |
| Movimento Autonomista Regionale Piemontese (MARP)       | 656    | 2,0  | -     |
| Totale                                                  |        |      | 40    |

### Lombardia

#### Cremona
Elezioni del 26 marzo
| Liste                                          | Voti   | %    | Seggi |
| ---------------------------------------------- | ------ | ---- | ----- |
| Democrazia Cristiana (DC)                      | 19.061 | 38,7 | 16    |
| Partito Socialista Italiano (PSI)              | 11.674 | 23,7 | 10    |
| Partito Comunista Italiano (PCI)               | 10.799 | 21,9 | 9     |
| Partito Liberale Italiano (PLI)                | 2.782  | 5,6  | 2     |
| Movimento Sociale Italiano (MSI)               | 2.634  | 5,3  | 2     |
| Partito Socialista Democratico Italiano (PSDI) | 1.789  | 3,6  | 1     |
| Partito Repubblicano Italiano (PRI)            | 563    | 1,2  | -     |
| Totale                                         |        |      | 40    |

### Trentino-Alto Adige

#### Bolzano
Elezioni del 28 e 29 maggio
| Liste                                                    | Voti   | %     | Seggi |
| -------------------------------------------------------- | ------ | ----- | ----- |
| Democrazia Cristiana (DC)                                | 12.460 | 24,98 | 10    |
| Südtiroler Volkspartei (SVP)                             | 10.962 | 21,98 | 9     |
| Movimento Sociale Italiano (MSI)                         | 7.991  | 16,03 | 6     |
| Partito Socialista Italiano (PSI)                        | 6.522  | 13,08 | 5     |
| Partito Socialista Democratico Italiano (PSDI)           | 4.366  | 8,75  | 3     |
| Partito Comunista Italiano (PCI)                         | 4.181  | 8,38  | 4     |
| Partito Liberale Italiano (PLI)                          | 1.521  | 3,05  | 1     |
| Partito Democratico Italiano di Unità Monarchica (PDIUM) | 674    | 1,35  | 1     |
| Partito Repubblicano Italiano (PRI)                      | 647    | 1,30  | 1     |
| Altri                                                    | 546    | 1,10  | -     |
| Totale                                                   |        |       |       |

### Friuli-Venezia Giulia

#### Gorizia
Elezioni del 28 e 29 maggio
| Liste                                                    | Voti   | %    | Seggi |
| -------------------------------------------------------- | ------ | ---- | ----- |
| Democrazia Cristiana (DC)                                | 12.535 | 46,7 | 20    |
| Movimento Sociale Italiano (MSI)                         | 3.390  | 12,6 | 5     |
| Partito Socialista Democratico Italiano (PSDI)           | 2.818  | 10,5 | 4     |
| Partito Socialista Italiano (PSI)                        | 2.177  | 8,1  | 3     |
| Partito Comunista Italiano (PCI)                         | 2.038  | 7,6  | 3     |
| Unione Slovena (US)                                      | 1.800  | 6,7  | 3     |
| Partito Liberale Italiano (PLI)                          | 1.306  | 4,8  | 2     |
| Partito Democratico Italiano di Unità Monarchica (PDIUM) | 569    | 2,1  | -     |
| Partito Repubblicano Italiano (PRI)                      | 212    | 0,8  |       |
| Totale                                                   |        |      |       |

### Emilia-Romagna

#### Ravenna
| Liste                                          | Voti   | %    | Seggi |
| ---------------------------------------------- | ------ | ---- | ----- |
| Partito Comunista Italiano (PCI)               | 30.621 | 40,1 | 17    |
| Partito Repubblicano Italiano (PRI)            | 22.695 | 29,7 | 13    |
| Democrazia Cristiana (DC)                      | 13.259 | 17,3 | 7     |
| Partito Socialista Italiano (PSI)              | 6.740  | 8,5  | 3     |
| Partito Socialista Democratico Italiano (PSDI) | 1.639  | 2,1  | -     |
| Movimento Sociale Italiano (MSI)               | 1.414  | 1,8  | -     |
| Partito Liberale Italiano (PLI)                | 362    | 0,5  | -     |
| Totale                                         | 76.460 |      | 40    |

### Toscana

#### Arezzo
| Liste                                          | Voti   | %    | Seggi |
| ---------------------------------------------- | ------ | ---- | ----- |
| Democrazia Cristiana (DC)                      | 18.321 | 39,5 | 17    |
| Partito Comunista Italiano (PCI)               | 13.854 | 29,9 | 12    |
| Partito Socialista Italiano (PSI)              | 9.943  | 21,5 | 9     |
| Movimento Sociale Italiano (MSI)               | 1.843  | 4,0  | 1     |
| Partito Socialista Democratico Italiano (PSDI) | 1.581  | 3,4  | 1     |
| Partito Liberale Italiano (PLI)                | 779    | 1,7  | -     |
| Totale                                         | 46.321 |      | 40    |

## Elezioni provinciali

### Piemonte

#### Provincia di Vercelli
Elezioni del 12 e 13 novembre
| Liste                                                    | Voti   | %    | Seggi |
| -------------------------------------------------------- | ------ | ---- | ----- |
| Democrazia Cristiana (DC)                                | 90.617 | 35,9 | 11    |
| Partito Comunista Italiano (PCI)                         | 72.180 | 28,6 | 9     |
| Partito Socialista Italiano (PSI)                        | 36.048 | 14,3 | 4     |
| Partito Liberale Italiano (PLI)                          | 22.054 | 8,7  | 3     |
| Partito Socialista Democratico Italiano (PSDI)           | 17.889 | 7,1  | 2     |
| Partito Democratico Italiano di Unità Monarchica (PDIUM) | 6.260  | 2,5  | 1     |
| Movimento Sociale Italiano (MSI)                         | 4.969  | 1,9  | -     |
| Movimento Autonomista Regionale Piemontese (MARP)        | 2.520  | 1,0  | -     |
| Totale                                                   |        |      |       |

### Veneto

#### Provincia di Rovigo
Elezioni del 4 e 5 giugno
| Liste                                          | Voti   | %    | Seggi |
| ---------------------------------------------- | ------ | ---- | ----- |
| Democrazia Cristiana (DC)                      | 67.332 | 40,1 | 12    |
| Partito Comunista Italiano (PCI)               | 50.714 | 30,2 | 9     |
| Partito Socialista Italiano (PSI)              | 27.409 | 16,3 | 5     |
| Partito Socialista Democratico Italiano (PSDI) | 9.769  | 5,8  | 2     |
| Movimento Sociale Italiano (MSI)               | 6.378  | 3,9  | 1     |
| Partito Liberale Italiano (PLI)                | 6.350  | 3,7  | 1     |
| Totale                                         |        |      |       |

### Friuli-Venezia Giulia

#### Provincia di Gorizia
Elezioni del 28 e 29 maggio
| Liste                                                    | Voti   | %    | Seggi |
| -------------------------------------------------------- | ------ | ---- | ----- |
| Democrazia Cristiana (DC)                                | 37.571 | 43,0 | 11    |
| Partito Comunista Italiano (PCI)                         | 20.560 | 23,4 | 6     |
| Partito Socialista Italiano (PSI)                        | 9.201  | 10,5 | 2     |
| Partito Socialista Democratico Italiano (PSDI)           | 6.277  | 7,1  | 2     |
| Movimento Sociale Italiano (MSI)                         | 5.845  | 6,6  | 1     |
| Partito Liberale Italiano (PLI)                          | 3.120  | 3,5  | 1     |
| Unione Slovena                                           | 2.921  | 3,3  | 1     |
| Partito Democratico Italiano di Unità Monarchica (PDIUM) | 1.180  | 1,3  | -     |
| Partito Repubblicano Italiano (PRI)                      | 882    | 1,0  | -     |
| Totale                                                   |        |      |       |

### Marche

#### Provincia di Pesaro e Urbino
Elezioni del 26 e 27 novembre
| Liste                                          | Voti   | %     | Seggi |
| ---------------------------------------------- | ------ | ----- | ----- |
| Democrazia Cristiana (DC)                      | 72.310 | 39,47 | 12    |
| Partito Comunista Italiano (PCI)               | 66.802 | 36,46 | 11    |
| Partito Socialista Italiano (PSI)              | 23.813 | 12,99 | 4     |
| Partito Socialista Democratico Italiano (PSDI) | 10.861 | 5,92  | 2     |
| Movimento Sociale Italiano (MSI)               | 6.078  | 3,31  | 1     |
| Partito Repubblicano Italiano (PRI)            | 2.869  | 1,56  | -     |
| Altri                                          | 455    | 0,29  | -     |
| Totale                                         |        |       |       |